# Golec Sochondo
Il Golec Sochondo (in russo Голец Сохондо?) è il picco più alto (2 500 m) della catena dei monti Chėntėj sull'altopiano Chėntėj-Daur. Si trova nel territorio della Transbajkalia. 
La montagna si trova al centro della riserva naturale omonima (Сохондинский биосферный заповедник).
Il Sochondo è un golec (in russo голец?, plurale gol'cy, гольцы), definizione per i picchi rocciosi nudi, circondati da pietrisco.